# Камаганцев Анатолій Валерійович
Анато́лій Вале́рійович Камага́нцев (нар. 21 липня 1981 — 3 вересня 2014) — солдат Збройних сил України, учасник російсько-української війни.

## Життєпис
Народився 1981 року в місті Кривий Ріг (Дніпропетровська область). 1985 року родина Камаганцевих переїхала в Амурську область, проживали у військовому містечку. 1987-го батько Анатолія Валерій Аркадійович загинув на будівництві Байкало-Амурської магістралі, сім'я повернулася до Кривого Рогу. 1995 року переїхала до Грузького (Криворізький район), де Анатолій здобув середню освіту. 1997-го пішов працювати різноробом рільничої бригади № 2 КСП села Новолозуватське, в селі Лозуватка закінчив курси тракториста. Строкову службу пройшов на Одещині. Демобілізувавшись, працював у Криворізькому таксопарку водієм; закінчив курси електромонтера, працював на підприємствах Кривого Рогу.
Мобілізований 14 червня 2014 року. Солдат, лінійний наглядач 42-го батальйону територіальної оборони Кіровоградської області «Рух опору».
Загинув у районі міста Іловайськ під час обстрілу механізованої колони — Анатолій їхав у першій машині колони із 7 автівок. Зазнав поранень у потиличну частину, у ключицю, травм, несумісних із життям.
Похований у селі Грузьке.

## Нагороди та вшанування
- Указом Президента України № 12/2018 від 22 січня 2018 року, «за особисту мужність і самовіддані дії, виявлені у захисті державного суверенітету та територіальної цілісності України, зразкове виконання військового обов'язку», нагороджений медаллю «Захиснику Вітчизни» (посмертно).
- Присвоєне звання Почесного громадянина Криворізького району (посмертно).
- Його портрет розміщений на меморіалі «Стіна пам'яті полеглих за Україну» у Києві: секція 4, ряд 8, місце 7